# La Nuit du salaire minimum vital
La Nuit du salaire minimum vital est un épisode de la série télévisée d'animation Les Simpson. Il s'agit du quatorzième épisode de la trente-cinquième saison et du 764e de la série.

## Réception
Lors de sa première diffusion, l'épisode a attiré 0,83 million de téléspectateurs.